# ウイリアム・ジスマン
ウイリアム・ジスマン（William Albert Zisman, 1905年 - 1986年）は、アメリカ合衆国の物理学者である。表面科学の分野で貢献した。
ニューヨーク州オールバニに生まれた。マサチューセッツ工科大学で学んだ後、ハーヴァード大学で博士号を得た。カーネギー地球科学研究所で水面での油の拡散の研究を行った。1939年からアメリカ海軍研究所(United States Naval Research Laboratory)に加わり、1975年まで働いた。海軍研究所では潤滑油の研究を行い、合成潤滑油や添加剤の開発に寄与した。
固体の表面張力を接触角の測定から求めるZisman's Plot methodや、固体の表面エネルギーと接触角の関係を示すジスマンの法則で知られる。
1955年にアメリカ化学会からアーサー・K・ドーリットル賞、1963年に同学会からケンドール・メダル、1969年にアメリカ機械工学会（ASME)からMayo D. Hersey賞を受賞した。